# Son Servera
Son Servera, escrit també Son Cervera, és una vila i municipi mallorquí situat al nord-est de l'illa, pertanyent a la comarca de Llevant. Confronta amb Artà, Capdepera i Sant Llorenç des Cardassar.

## Toponímia
El topònim de Son Servera apareix documentat per primera vegada el 1560 sota la forma Son Servera, i és format seguint el procediment més habitual a Mallorca per a crear topònims de possessions: la partícula son, que prové de ço d'en (això d'en, propietat d'en) ; i Cervera, el llinatge de la família propietària de les terres. Hi ha polèmica per l'ortografia del topònim, atès que, tradicionalment, hom ha escrit sempre Servera, però sembla que la forma Cervera és l'etimològica, perquè el llinatge prové d'una família principatina establerta a Mallorca que procedia de la vila de Cervera. No obstant això, hom ha apuntat també la possibilitat que el nom de la família vengui del substantiu servera.
El topònim de Son Servera desplaçà l'antic nom de Binicanella, una antiga alqueria islàmica que apareix documentada Benu Quinena el segle xiii. Aquest topònim, en desús més avant del segle xvi, fou reviscolat arran de la fundació d'un monestir benedictí a Son Servera, el qual prengué el nom de Santa Maria de Binicanella.

## Població
| Entitat de població             | Habitants (2024) |
| Son Servera                     | 5.468            |
| Cala Millor                     | 5.422            |
| Cala Bona                       | 1.292            |
| Costa des Pins                  | 173              |
| Port Vell, Port Verd i Port Nou | 94               |
| Font: INE                       |                  |

Les dades de població de Son Servera reflecteixen una transformació d'un municipi rural modest al segle xix a una zona residencial dinàmica influenciada per canvis econòmics i socials. El creixement va ser constant però moderat fins a mitjans del segle xx, quan l’auge del turisme va provocar canvis demogràfics significatius, especialment entre 1991 i 2021, quan la població gairebé es va duplicar.
El llinatge més comú de Son Servera és, justament, Servera. Altres llinatges tradicionalment molt habituals són Vives i Maçanet (Massanet), seguits de Nebot, Sureda, Bauçà (Bauzà) i Sanxo (Sancho); els més habituals, sense tenir en compte l'origen, són Garcia, Sánchez, Servera, Rodríguez i González.

## Geografia
El poble de Son Servera, cap del municipi, s'aixeca a la falda del puig de la Font, de 273 metres d'altitud. A l'est, a tocar de la costa, se situen les poblacions de Cala Millor i Cala Bona unides i travessades per un passeig. Al nord i en direcció al cap des Pinar es troben els nuclis residencials de la sa Marjal i es Ribell. La part de la costa forma una badia que porta el seu mateix nom.

### Ús del sòl i paisatge rural

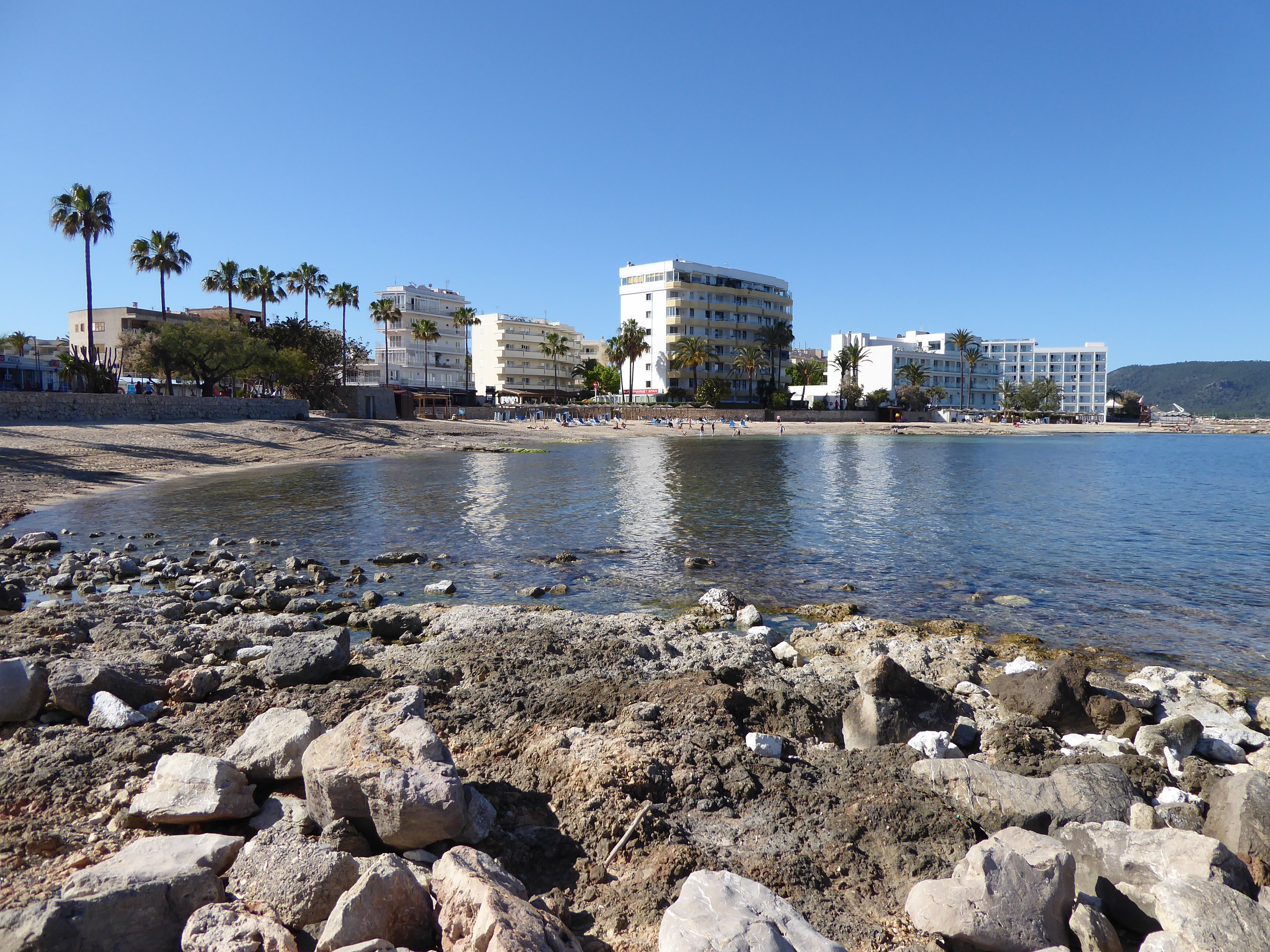
Cala Bona

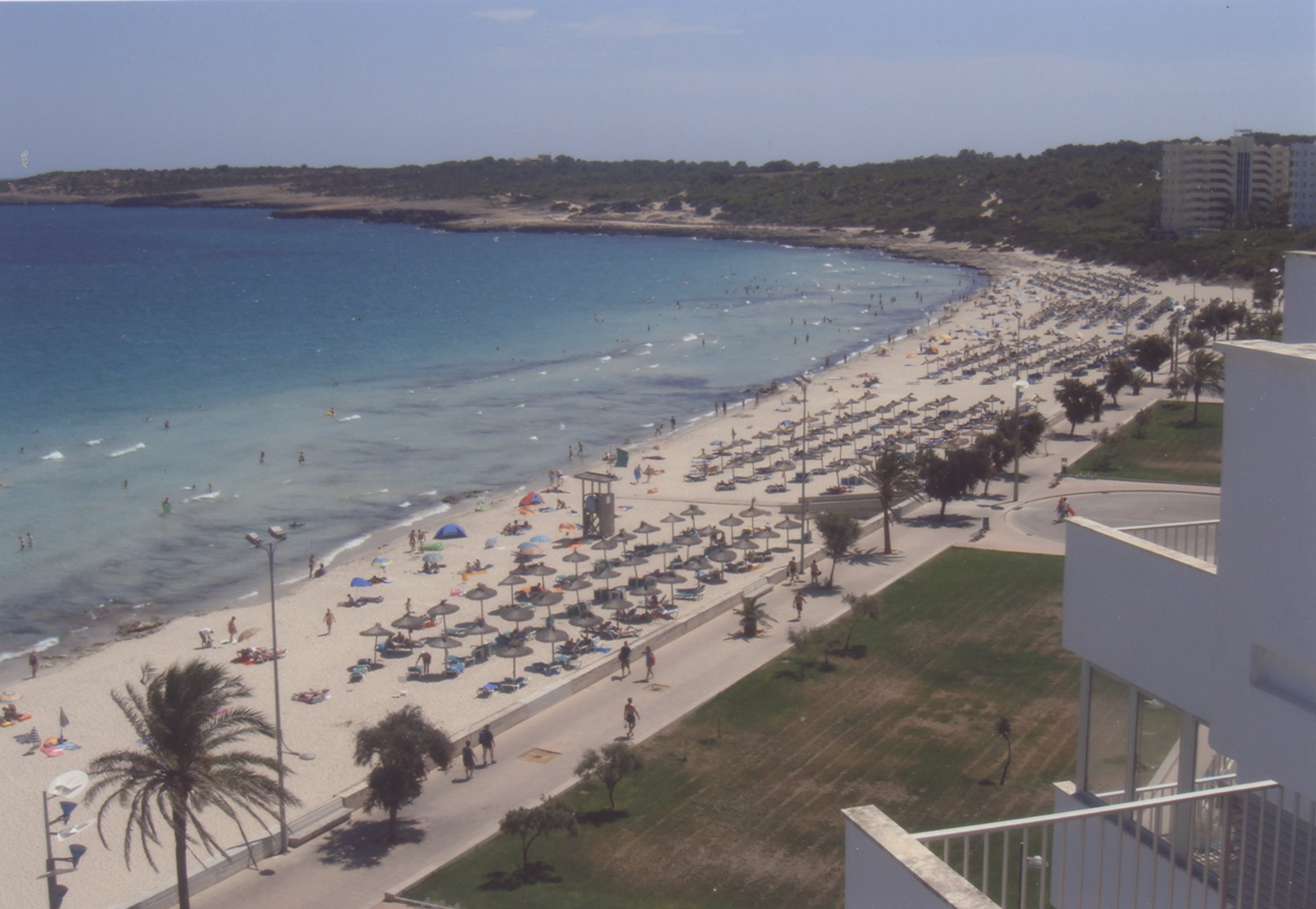
Cala Millor

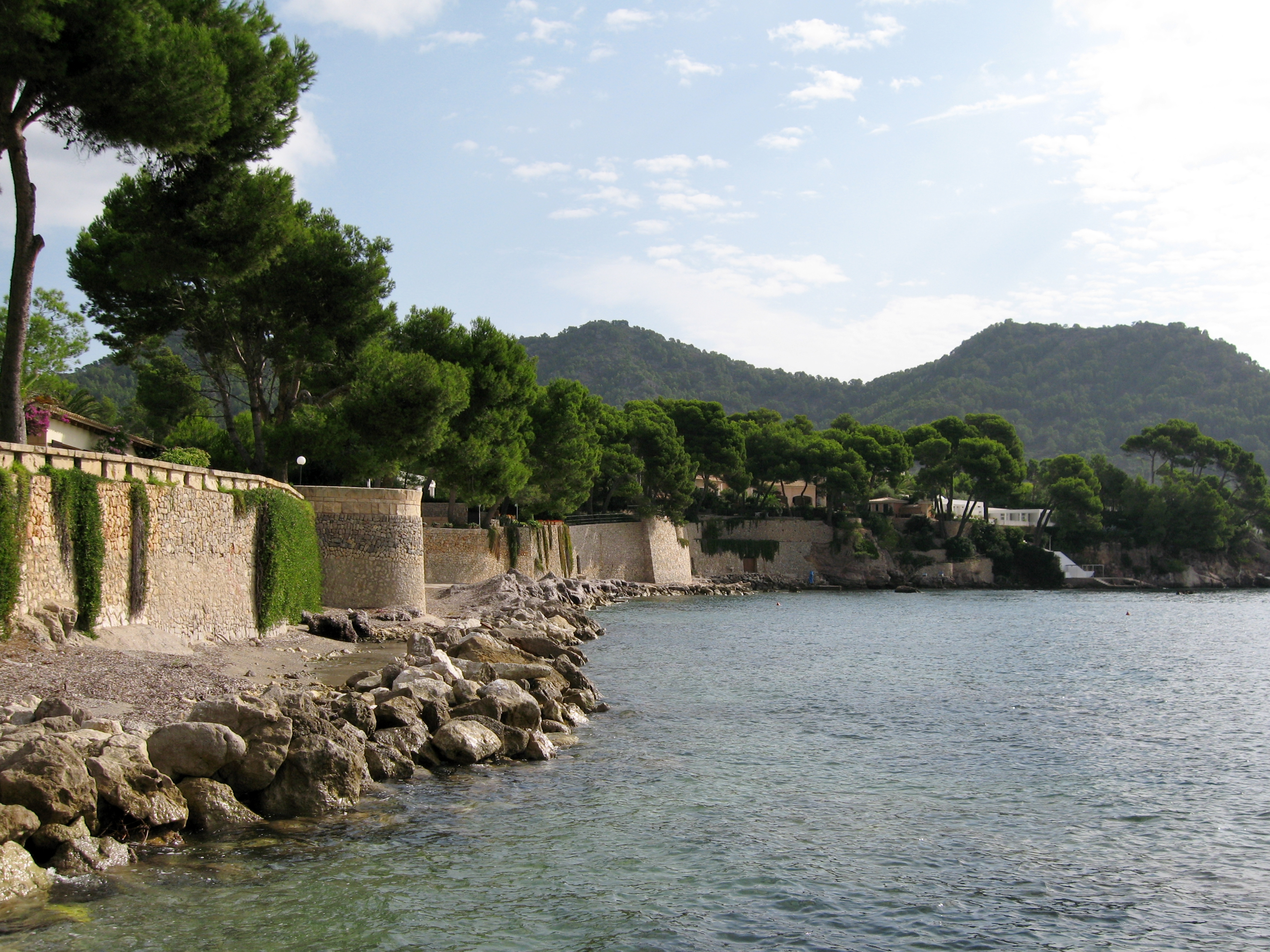
Costa dels Pins

El municipi de Son Servera presenta un paisatge dominat per un ús del sòl majoritàriament agrícola, seguit per zones forestals i un percentatge molt menor de sòl urbà. Històricament, el sòl agrícola i forestal cobria gairebé tota la superfície del municipi, però la pressió constructiva ha reduït significativament aquestes àrees.
Des del segle xix fins a mitjans del segle xx es va produir un procés de parcel·lacions de les grans finques, però aquesta tendència s'ha revertit recentment a causa de la rendibilitat elevada de les terres edificables, que fomenta la seva divisió amb finalitats immobiliàries. Aquest fenomen ha generat un paisatge en mosaic, on el paisatge rural es transforma en grans solars edificats tancats, destinats principalment a l'ús residencial.

### Medi natural
A principis del segle xxi Son Servera disposava d'una superfície forestal de 1.251 hectàrees, principalment formada per comunitats arbòries i arbustives, incloent-hi 50,7 hectàrees d'alzinar. La fauna terrestre inclou una subespècie de gripau endèmic de les Balears (Bufo viridis balericus), així com rèptils com la tortuga mediterrània (Testudo hermanni), la serp de garriga (Macroprotodon cucullatus) i el dragó (Tarentola mauritanica). A més, nidifiquen fins a 37 espècies d’aus, entre les quals l'abellerol està classificat com a vulnerable. Mamífers com la geneta, la marta, el mostel i l'eriçó completen la biodiversitat terrestre del municipi.
El medi marí es concentra a la badia de Son Servera, on s’han identificat fins a 22 espècies de peixos. No obstant això, els sistemes costaners naturals han estat greument alterats per la urbanització i la construcció d’infraestructures que han antropogenizat bona part de la línia de costa. Aquesta, que abasta uns 9 quilòmetres, està formada principalment per roca, amb algunes zones de platges naturals o artificials.

### Espais naturals protegits
Son Servera compta amb diversos espais protegits. La Serra de Son Jordi, una àrea natural d'especial interès (ANEI), cobreix 600 hectàrees, de les quals 356,8 es troben al municipi. L'àrea de Calicant, també ANEI, abasta 2.852 hectàrees, amb 488 dins del terme municipal. A més, Son Servera forma part del Parc Natural de la Península del Llevant aprovat pel Decret 127/2001, amb una extensió total de 21.507 hectàrees.

## Història

### Dels primers pobladors a l'arribada de l'islam
Dins el terme municipal de Son Servera es troben més de 40 jaciments arqueològics. Hi ha coves de l'època pretalaiòtica com les de Son Sard o les de la Font Gata. La cultura talaiòtica ha deixat gran quantitat de talaiots i habitacions i, fins i tot, turons fortificats: Pula, Son Gener, la Pleta o Mestre Ramon.
A la zona del Port Vell hom hi troba la vil·la romana de Banyeres, una vil·la de cronologia estesa de la qual es conserva una part important dels banys. Justament, el topònim Banyeres apareix documentat els primers anys després de la conquesta de Mallorca com a Albainmeria i Albaynhayra, de manera que no hi ha dubte que aquest topònim, avui en desús, prové dels antics banys de la vil·la.

### L'època islàmica
Les terres de l'actual terme de Son Servera formaren part del juz de Yartan, que es corresponia aproximadament amb els actuals municipis d'Artà, Capdepera i Son Servera. Sembla que a l'època islàmica les dues alqueries més importants eren Benu Quinena Algarbia (properes a Fetget, la Canal, la Penya Rotja i Son Comparet) i Benu-Quinena Exarquia (aproximadament a Ca s'Hereu, Son Esquerrà, Son Corb i Son Floriana), l'alqueria de ponent i l'alqueria de llevant respectivament, dels fills de Quinena (l'alqueria que donà lloc a la vila actual). Una altra alqueria important era l'anomenada Banyeres (actual Son Sard).
Algunes restes islàmiques destacables a Son Servera són l'hort tancat i la font de sa Jordana i els molins hidràulics de Son Sard i de Son Comparet (però no el molí de Son Corb, del segle xviii, o el de l'Hort d'en Nebot, de començament del segle xx).

### Població dispersa a Son Servera
Com a recompensa a l'ajuda proporcionada en la conquesta de Mallorca, el rei en Jaume va concedir a la ciutat i als homes de Marsella 45 alqueries, 21 de les quals es trobaven al terme d'Artà. Els marsellesos, de tradició marinera, varen esser destinats a la costa de l'antic juz d'Artà, del qual feia part l'actual Son Servera. També part de la contrada va pertànyer als premonstratesos de Bellpuig, els quals donaren l'alqueria de Banyeres a Ferrer de Banyeres el 1231. El 1232, les alqueries de Beni Dahom i d'Alfamah (Son Favar) foren cedides als cavallers de l'orde militar de Sant Jordi d'Alfama. L'alqueria d'Alixicrati (Xiclati) va esser donada a Pere Peris. El rei es reservà la de Dal-Huaraní (la Jordana), tot i que després la cedí a l'infant Pere de Portugal.
La població es va mantenir dispersa per les alqueries durant el segle xiii, sense cap nucli important. Les Ordinacions de Jaume II de l'any 1300 preveien la construcció d'una pobla «devers lo Port de Banyeres», al Port Vell actual, però no s'arribà a dur a terme. Prest, la família dels Ferri, provinent de Muro, es convertí en la gran propietària de les terres de Benicanella, que incloïa la major part de l'actual terme municipal. Els Servera, provinents de Porreres, s'emparentaren matrimonialment amb els Ferri quan s'acabà la línia masculina d'aquesta família i les possessions passaren a llinatge que finalment donà nom al poble.
No és fins al segle xv que Binicanella començà a patir les divisions i parcel·lacions que afavoriren el posterior naixement del nucli de Son Servera. Així, el 1475, amb la mort de Salvador Servera Valls es divideix Binicanella en dues meitats: amb el temps, la de ponent acabà per prendre el nom de Son Fra Garí i la de llevant agafà el de Ca s'Hereu. Al document de partició de la propietat hom té les primeres notícies confirmant l'existència prèvia de la Torre dels Servera. La torre fou compartida pels senyors de les dues possessions per protegir la població de les seves terres en cas d'atac dels sarraïns a les terres de Llevant: es tracta de la Torre de la Vicaria, a l'església vella.
A començament del segle xvi, Binicanella de ponent romania dividida en les dues parts esmentades: una la constituïen el Rafal de Comparet i Banyeres, i l'altra s'anomenà Son Fra Garí, de la qual més tard es desprengueren la Canal, el Rafal den Causes, Fetget i la Penya Rotja. El 1560 produí la segona gran partició de Binicanella, aquesta vegada la part de llevant: Salvador Servera, de malnom s'Hereu, reparteix la seva possessió entre els seus sis fills; Salvador Servera heretà Ca s'Hereu i la resta de germans donaren lloc a noves possessions i topònims com la Plana, Son Esquerrà, Son Corb, Son Floriana i el Rafal. Un document sobre el costum de celebrar missa de l'any 1580 podria indicar que ja existien cases entorn de la Torre dels Servera que formàs un petit llogaret. Sembla que el 1596 ja hi havia un grapat de cases a Ca s'Hereu.

### El naixement de la vila (seglexvii)
A mitjan segle xvii, la possessió de Son Fra Garí havia acumulat molts de deutes i els propietaris, els germans Salvador i Sebastià Servera, no l'aconseguiren vendre per poder pagar. De resultes, el 1666 la Reial Audiència vengué la possessió de Son Fra Garí en pública subhasta i la Universitat d'Artà la va decidir de comprar per establir-la. Entre les condicions de compra hi figurava que les partides venudes no podien sobrepujar les quatre quarterades i que només es podien establir a fills del terme d'Artà (actuals municipis d'Artà, Capdepera i Son Servera).
Entre 1666 i 1684 hom bastí els establerts de l'antiga possessió, un total d'uns 71 nous terrenys de petita propietat, part dels quals ja incloïa cases i corral. Sembla que prèviament ja existia conjunt de cases, atès que hom documenta que, d'entre els primers establerts, n'hi havia que afrontaven amb via pública i cases d'altres propietaris. Aquesta via pública era la partió entre les possessions de Son Fra Garí i Ca l'Hereu, que partia de la Torre dels Servera cap al cim del Puig de la Font (actual carrer Doctor Servera). Per tant, les cases ja existents es trobaven dins Ca s'Hereu, i devien ser una quinzena.
L'increment del nombre de veïns feu que la primitiva capella de la possessió fos ampliada durant els segles xvii i xviii. El 1750 la població era de 982 habitants i, el 1755, el bisbe Llorenç Despuig Cotoner l'erigí en vicaria in capite. El 1789, Jeroni de Berard indicà que la vila la integraven 255 cases, força dividides. En el pla que alçà aquest erudit i militar hi ha representats una desena de carrers.

### Independència municipal
La Constitució de Cadis (1812) proclamà la creació d'ajuntaments per a tots aquells nuclis de població de més de 1.000 habitants. L'any 1813 es dugué a terme el recompte de la població (padró del Vicari Nadal) amb un resultat de 1.651 habitants a gener d'aquest any: 1.233 a la vila i 418 a fora vila.
Dia 18 de gener de 1814 Son Servera assoleix el seu primer període d'independència. La suspensió de la Pepa aquest mateix any (18-8-1814) té com a resultat la dissolució de l'ajuntament i la reincorporació a Artà. Però l'arribada del trienni liberal (1820-1823) dona lloc a la reclamació de la independència de Son Servera. A principi de 1820 Son Servera tenia 1.808 habitants però els efectes de la gran epidèmia de pesta la reduïren a 768 a finals d'any.
Tot al llarg del segle xix i primera meitat del segle xx, Son Servera mantengué com a municipi eminentment rural dedicat principalment al conreu de secà, a diferència dels municipis veïns que incorporaren un cert grau d'artesania i indústria o d'altres activitats del sector primari, com la ramaderia o el conreu de la vinya. No fou fins a la dècada dels seixanta que començà a prendre impuls el turisme, el qual actualment és la dedicació principal de tot el municipi.

## Política i administració
| Període      | Nom de l'alcalde/-essa                                                     | Partit polític      | Data de possessió |
| ------------ | -------------------------------------------------------------------------- | ------------------- | ----------------- |
| 1979 - 1983  | Bartolomé Femenías                                                         | UCD                 | 19/04/1979        |
| 1983 - 1987  | Francisco Barrachina Llaneras                                              | AP                  | 28/05/1983        |
| 1987 - 1991  | Francisco Barrachina Llaneras                                              | AP                  | 30/06/1987        |
| 1991 - 1995  | Eduard Servera Cariñena                                                    | PSIB-PSOE           | 15/06/1991        |
| 1995 - 1999  | Francisco Barrachina Llaneras                                              | PP                  | 17/06/1995        |
| 1999 - 2003  | Francisco Barrachina Llaneras Eduard Servera Cariñena Antonio Oliver Salas | PP PSIB-PSOE PSM-EN | 03/07/1999        |
| 2003 - 2007  | Damià Ripoll Gàlvez                                                        | PP                  | 14/06/2003        |
| 2007 - 2011  | José Barrientos Ruiz Antoni Servera Servera                                | PSIB-PSOE IxSMB     | 16/06/2007        |
| 2011 - 2015  | José Barrientos Ruiz Antoni Servera Servera                                | PSIB-PSOE IxSMB     | 11/06/2011        |
| 2015 - 2019  | Natalia Troya Isern Antoni Servera Servera                                 | PSIB-PSOE IxSMB     | 13/06/2015        |
| 2019 - 2023  | Natalia Troya Isern                                                        | PSIB-PSOE           | 15/06/2019        |
| Des del 2023 | Jaume Servera Lliteras                                                     | PP                  | 17/06/2023        |

## Llocs d'interès

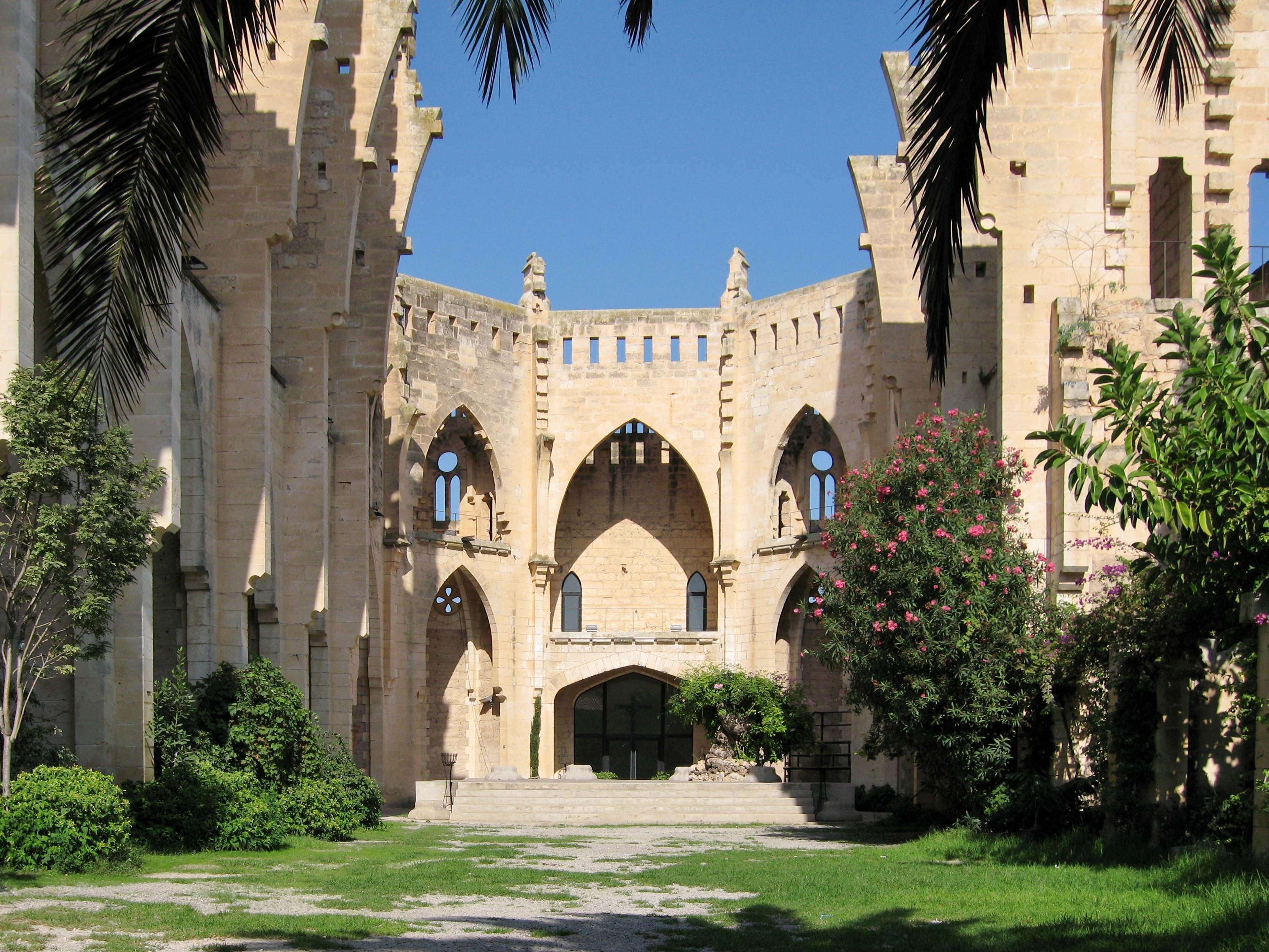
Església Nova

Un dels edificis més emblemàtics del poble és l'Església Nova, obra de Joan Rubió, deixeble d'Antoni Gaudí. D'estil neogòtic, està sense acabar i actualment es destina per a celebracions i actes a l'aire lliure.
D'altra banda hi ha l'església de Sant Joan Baptista a la plaça del poble i a la part baixa estan les Escoles Velles i s'Estació. La vicaria de l'església vella és una antiga torre fortificada, la Torre dels Cervera, entorn de la qual es formà el nucli primitiu de Son Servera cap al segle xvi.
El mercat setmanal de Son Servera és els divendres de matí, tot l'any.

## Música
Pel que fa a la música, Son Servera compta amb diverses formacions musicals de totes castes, com la Banda de Música Local de Son Servera, la Coral de Son Servera, el grup de balls populars Sa Revetla. De Son Servera també són els components del grup de rock en català Anegats.

## Esports
L'equip de la vila és el CE Serverí, fundat el 1933, que juga al Camp Municipal de ses Eres.